# Polli Kung Fu
Polli Kung Fu (Chop Socky Chooks) è una serie televisiva a cartoni animati, statunitense-britannica-canadese creata da Sergio Delfino e prodotta da Aardman Animations, Decode Entertainment e Cartoon Network Studios. La serie è composta da una singola stagione di 26 episodi. Una seconda stagione era prevista ma l'idea venne scartata a causa dei bassi ascolti che portarono ad un taglio dei fondi.

## Trama
La serie tratta le vicende di tre polli che si incontrano durante l'inaugurazione del centro commerciale del malvagio Dr. Wasabi. I tre protagonisti hanno varie motivazioni che li spingono a recarsi nel mondo di Wasabi: K.O. Joe vuole vendicarsi del malvagio tiranno perché dice che è colpa sua se adesso si trova sul lastrico; Chick P, sempre mossa da desiderio di vendetta, vuole annientare Wasabi in quanto è a causa sua se il padre è stato costretto a vendere la casa a cui era estremamente legato, distruggendo il proprio spirito; infine Chuckie, monaco shaolin, giunge nel regno di Wasabi seguendo l'ordine del suo maestro di recarsi lì perché aveva avvertito un forte squilibrio causato da una potente forza oscura. I tre, dopo aver rovinato il discorso di inaugurazione di Wasabi, si accorgono di essere mossi dallo stesso, identico ideale: voler annientare Wasabi. Da quel giorno uniscono le loro forze contro quelle di Wasabi e di tutti i suoi scagnozzi, creando così i Polli Kung Fu. Costruiscono una base sotterranea, che diventerà anche la loro casa, a cui si può accedere solo attraverso gli impianti fognari del centro commerciale, e si creano delle identità segrete così da non poter essere riconosciuti: Chick P è un ingegnere che si occupa della manutenzione del centro commerciale: grazie alle sue conoscenze riguardanti l'elettronica e all'abilità nelle arti marziali riuscirà spesso a manomettere sistemi difensivi e macchine costruite dagli scienziati del Dr. Wasabi.

## Personaggi

I tre protagonisti

### Protagonisti
- Chick P: il vero nome è Chica Dee Pao ed è l'unica femmina del gruppo, possiede grandi capacità tecniche affinate grazie all'uso del wing chun, combattimento inventato da una monaca Shaolin. Equipaggiata con piccoli gadget (da ventagli a bastoncini cinesi), riesce a portare qualsiasi situazione a proprio vantaggio. Il lavoro di Chick P, ingegnere addetto alla manutenzione del centro, le consente l'accesso agli angoli più nascosti del Mondo di Wasabi. Doppiata da Valentina Favazza.
- K.O. Joe: conosciuto come JJ nel suo negozio di fumetti (il cui nome è Super J) pratica lo shotokan, arte marziale basata su velocità e forza. Joe possiede un pettine che funge da rampino e lo usa nei momenti di estremo pericolo, ad esempio quando sta cadendo da un dirupo. Doppiato da Andrea Mete.
- Chuckie Chan: monaco shaolin, e il più saggio del gruppo, gestisce un dojo e addestra 5 allievi. Addestrato dal suo maestro nell'arte del Pow Kung, Chuckie è capace di creare sfere di energia verde che usa molto spesso in combattimento. Va nel mondo di Wasabi per insegnare la via della purezza agli altri e perché il suo maestro avverte una grande forza maligna in quel luogo. Sebbene sia un monaco alle volte si dimostra debole nei confronti di tentazioni che sono lontane dal suo mondo e dalle sue regole. Il suo atteggiamento idealista nei confronti della vita è espresso attraverso bizzarri proverbi che richiedono un po' di interpretazione, infatti K.O. Joe pensa che li inventi strada facendo. Doppiato da Massimiliano Alto.

### Antagonisti
- Dr. Wasabi: pirahna mutante e despota molto ambizioso, quando costruì il centro commerciale disse alla gente che lui era diventato il suo nuovo dittatore anche se la gente era contraria. Odia i Polli Kung Fu perché si immischiano sempre nei suoi atti criminali, anche se a volte collabora con loro, per salvare il Centro Commerciale. Egli cercherà con ogni metodo di arrivare all'ambita conquista del mondo. Ha avuto un'infanzia triste dopo esser stato gettato nel water dal suo padrone. Doppiato da Christian Iansante.
- Bubba: è la guardia del corpo personale di Wasabi, un gorilla, possente come una montagna, ma dentro di sé è un bambinone sciocco e infantile. Molte volte Wasabi se la prende con lui per le sue bravate. Inoltre Bubba non sa leggere. Doppiato da Massimo Bitossi.
- Scimmie Ninja: addestrate per difendere il dottor Wasabi, e richiamate dal pesce mutante con la canonica frase Scimmie Ninja adunata!. I Polli Kung Fu riescono comunque a tenere loro testa per via della loro debolezza. Doppiati da Nanni Baldini.

### Altri personaggi
- Omnioni: un demone che entra nella mente delle persone quando lo fanno uscire dalla bottiglia nella quale è rinchiuso, nel suo episodio entra nella mente di Bubba. Chick P riuscirà a estrapolarlo dall'interno del gorilla e grazie ai suoi amici lo rinchiuderà nel sigillo da cui è uscito.
- Kobi/Kobura: antico rivale di Chuckie Chan. Quando era ancora un bambino era stato cacciato dal monastero shaolin dal suo maestro poiché ritenuto malvagio e impuro da esso, in quel periodo fallì inoltre una prova a causa della sua impulsività finendo per essere morso da molti serpenti velenosi; sopravvisse al veleno ma divenne una specie di uomo cobra da cui il nome, ha poi riversato il suo odio e la sua vendetta sul compagno Chuckie, diventando Kobura. Riesce a mettere il suo rivale alle strette quando avvelena i suoi amici; ha la capacità di trasformare le braccia in serpenti velenosi e di ipnotizzare la gente. Doppiato da Luca Dal Fabbro.
- Oni/Deadeye: da bambine, lei e Chick P erano migliori amiche, e vicine di casa, ma siccome era stufa di perdere sempre alla lotta cieca con Chick P, ha instaurato nel tempo un odio nei confronti di quest'ultima; tale odio unito alla paura dei suoi poteri fece sì che Wasabi la convincesse a usare il suo occhio magico per ipnotizzare il padre di Chick P per fargli firmare un contratto in cui cedeva la sua casa a Wasabi, con cui ha stretto amicizia. Doppiata da Federica De Bortoli.
- Professor Shericon: è il professore di Chick P, molto abile sulla tecnologia. Per ordine di Wasabi infatti costruì dei robot che uguagliavano le sembianze e le abilità dei Polli Kung Fu per metterli contro gli originali, venendo però battuti da costoro. Doppiato da Luca Dal Fabbro.
- Cittadini del Mondo di Wasabi: presenti in ogni episodio, popolano la cittadina di Wasabi, che deve ogni volta subire le angherie del loro presidente malvagio e per questo invocano l'aiuto dei Polli Kung Fu, che riusciranno sempre a far fallire i suoi piani.
- Siren Sung: una sirena famosa tutt'altro che intonata, la cui voce è talmente stridula da sturare i timpani a tutti. È molto avida, presuntuosa, viziata, antipatica e perfida, sposerà Wasabi poiché è ricco, ma esso la tradirà gettandola nello scarico fognario il giorno delle loro nozze. Chuckie ha una cotta per lei, non ricambiato da essa. Doppiata da Alessandra Korompay.
- Maestro di Chuckie: è l'anziano e saggio maestro di Pow Kung di Chuckie e Kobi. È stato costretto a cacciare dal monastero quest'ultimo quando era ancora un bambino, poiché pensava che fosse malvagio. Doppiato da Carlo Valli.
- Studenti di Chuckie: cinque giovani polli che si addestrano nel dojo di Chuckie Chan, tre maschi e due femmine. Amano molto andare sugli skate volanti e non compaiono mai tutti insieme. Doppiati da Gemma Donati, Micaela Incitti, Daniele Raffaeli e Gabriele Patriarca.
- Monaci Chiappe d'acciaio: tre fratelli gemelli che hanno allenato le loro natiche immergendole in secchi di sabbia, pietre roventi ed infine nella lava incandescente rendendosele completamente d'acciaio temprato. Si arrabbiano molto quando parlano male della loro Madre Superiora e come arma segreta possono scatenare un potente peto esplosivo dai loro posteriori.
- Madre Superiora: madre dei Monaci Chiappe d'Acciaio, viene molto temuta da quest'ultimi se lei si arrabbia e punisce Wasabi sculacciandolo per aver rubato le natiche d'acciaio proibite. Doppiata da Alessandra Chiari.
- Pelosi Fratelli Sumo: due fratelli gemelli lottatori di sumo con i peli sulla pancia e sulla schiena, molto forti in combattimento. Prendono il posto provvisorio di Wasabi alla guida delle scimmie ninja. Si distinguono per il colore dei tatuaggi e per il carattere. Infatti Larry ha i tatuaggi verdi ed è quello intelligente, mentre Harry ha i tatuaggi neri ed è quello stupido. Doppiati rispettivamente da Gerolamo Alchieri e Roberto Draghetti.
- Bantam: è l'eroe che prima del Polli Kung Fu proteggeva il Mondo di Wasabi. Odia Wasabi e i Polli Kung Fu, anche se infine collaborerà con questi ultimi per sconfiggere il pesce e cambierà idea su di loro. È molto abile nel combattimento tanto da aver battuto più i Fratelli Sumo ed è il padre di K.O. Joe anche se i due non si sono mai visti. Doppiato da Mario Bombardieri.

## Episodi
1. Game Over
2. Bubba, grande, grosso e cattivo
3. La macchina dei sogni
4. Bos-Squalino
5. Un serpente per amico
6. Che entrino i Polli
7. A-Pollo 13
8. L'invasione degli insetti
9. Deadeye e l'occhio ipnotico
10. La sfida del secolo
11. Zombie del karaoke
12. Un serpente in classe
13. Il livello dimenticato nel tempo
14. Doppio guaio nel mondo di Wasabi
15. Il segno di Bantam
16. La caccia al tesoro
17. Parla ora o acqua in bocca per sempre
18. La salsa "Secreta"
19. Le sfere dell'Apocalisse
20. Karmagoci che passione
21. Lo spettacolo più pietoso del mondo
22. Bubba il grande
23. I terribili bebè
24. L'isola di Wasabi
25. Il regno delle macchine
26. Wasabi e la macchina del tempo

## Cast originale e doppiaggio
| Personaggio   | Doppiatore        | Voce italiana      |
| ------------- | ----------------- | ------------------ |
| Chuckie Chan  | Rob Rackstraw     | Massimiliano Alto  |
| Chick P.      | Shelley Longworth | Valentina Favazza  |
| K.O. Joe      | Paterson Joseph   | Andrea Mete        |
| Bubba         | Rupert Degas      | Massimo Bitossi    |
| Dr. Wasabi    | Paul Kaye         | Christian Iansante |
| Scimmie Ninja | Chris Hardwick    | Nanni Baldini      |

## Parodie e riferimenti
- Chuckie Chan è chiaramente una parodia del popolare Jackie Chan.

- Nell'episodio Nel Segno di Bantam, appare un personaggio di nome Bantam. Un'ovvia parodia di Batman: la musica di quando appare ricorda vagamente la musica del Batman di Tim Burton. Il personaggio in questione odia la sua controparte TV, ovvia parodia del Batman interpretato da Adam West. Perfino il suo nome è un anagramma di Batman.

- Nell'episodio La Caccia al Tesoro la prima parte dell'episodio è una parodia del cartone Wacky Races.

- Nell'episodio La Salsa Secreta, Chuckie fa la parodia di Gollum de Il Signore degli Anelli quando tiene stretto fra le mani un sacchetto contenente un hamburger.

- Nell'episodio Le Sfere dell'Apocalisse, il momento in cui Bubba fugge dal tempio dov'erano custodite le sfere è una chiara parodia di Indiana Jones.

- L'episodio Bos-Squalino è un chiaro riferimento alla mafia.

- Nell'episodio A-Pollo 13, sull'astronave di Wasabi che trasporta gli ignari cittadini c'è scritto "WASA", chiaro riferimento dell'agenzia spaziale americana NASA.

- Nella puntata L'Isola di Wasabi, la scena di Wasabi con il logo e la scritta "Wasabi Island" è un chiaro riferimento a Dead Island, serie videoludica ambientata, appunto, su un'isola invasa da zombie.

- Nell'episodio Game Over quando i polli combattono contro uno squalo-robot ad un certo punto Joe dice "ci serve una barca più grossa". Chiaro riferimento al film Lo squalo.